# Petnická jeskyně
Petnická jeskyně (srbsky v cyrilici Петнићка пећина, v latince Petnićka pećina) se nachází v Petnici, asi 7 km jihovýchodně od Valjeva, v Srbsku.
Jeskyni tvoří okolo šesti set metrů chodeb, které lze rozdělit na dva celky: horní a dolní. Horní je sice rozsáhlejší, v dolním je však monumentální "vstup" do jeskyně - veliký skalní převis a také vyvěračka říčky Banja. V horní části jeskyně lze nalézt velikou prostoru s dvěma "otvory" ve skále, kterými do jeskyně přichází částečně světlo.
Archeologické výzkumy, které v jeskyni proběhly v roce 1969, odhalily přítomnost lidí z doby před šesti tisíci lety, stejně jako části výzbroje vojáků římské armády.